# Хеллстрём, Александр
Александр Хеллстрём (швед. Alexander Hellström; 17 апреля 1987, Фалун, Швеция) — шведский хоккеист, защитник клуба «Эребру».

## Клубная карьера
Александр Хеллстрём начал профессионально играть в хоккей в клубе в 2004 году в клубе «Бьёрклёвен», который выступал в то время во втором по статусу дивизионе Швеции. В 2006 году защитник был задрафтован клубом НХЛ «Сент-Луис Блюз» в седьмом раунде под общим 184-м номером.
По окончании сезона 2006/2007 Александр отправился в расположение своего заокеанского клуба. Однако закрепиться в основном составе «Сент-Луиса» шведу не удалось, и следующие два сезона он провел в низших американских лигах.
В 2009 году Хеллстрём вернулся в Швецию и провел один сезон в клубе элитной серии «Лулео». Затем выступал в КХЛ за клубы «Сибирь» и «Лев».

## Карьера в сборной
Хеллстрём выступал за юношескую и молодежную сборные Швеции. Бронзовый призёр юниорского чемпионата мира 2005 года

, участник молодёжного чемпионата мира 2007 года

.

## Статистика
|           |                 |                        | Регулярный сезон | Регулярный сезон | Регулярный сезон | Регулярный сезон | Регулярный сезон | Плей-офф | Плей-офф | Плей-офф | Плей-офф | Плей-офф |
| Сезон     | Команда         | Лига                   | Игр              | Г                | П                | Очк              | Штр              | Игр      | Г        | П        | Очк      | Штр      |
| --------- | --------------- | ---------------------- | ---------------- | ---------------- | ---------------- | ---------------- | ---------------- | -------- | -------- | -------- | -------- | -------- |
| 2004-2005 | Бьёрклёвен      | Аллсвенскан            | 15               | 0                | 1                | 1                | 8                | --       | --       | --       | --       | --       |
| 2005-2006 | Бьёрклёвен      | Аллсвенскан            | 31               | 1                | 0                | 1                | 45               | --       | --       | --       | --       | --       |
| 2006-2007 | Бьёрклёвен      | Аллсвенскан            | 39               | 0                | 5                | 5                | 104              | 10       | 0        | 2        | 2        | 43       |
| 2007-2008 | Пеория Ривермен | АХЛ                    | 35               | 3                | 2                | 5                | 38               | --       | --       | --       | --       | --       |
| 2008-2009 | Пеория Ривермен | АХЛ                    | 40               | 0                | 1                | 1                | 37               | --       | --       | --       | --       | --       |
| 2008-2009 | Аляска Эйсез    | ECHL                   | 9                | 0                | 3                | 3                | 7                | --       | --       | --       | --       | --       |
| 2009-2010 | Лулео           | Шведская элитная серия | 45               | 1                | 1                | 2                | 99               | --       | --       | --       | --       | --       |
| 2010-2011 | Сибирь          | КХЛ                    | 45               | 0                | 2                | 2                | 45               | --       | --       | --       | --       | --       |
| 2011-2012 | Лев             | КХЛ                    | 20               | 0                | 0                | 0                | 12               | --       | --       | --       | --       | --       |
| 2011-2012 | Попрад          | Словацкая экстралига   | 21               | 1                | 1                | 2                | 94               | --       | --       | --       | --       | --       |
| 2012-2013 | Бьёрклёвен      | Дивизион 1             | 37               | 2                | 8                | 10               | 98               | 12       | 0        | 4        | 4        | 6        |
| 2013-2014 | Бьёрклёвен      | Аллсвенскан            | 49               | 0                | 3                | 3                | 95               | 10       | 0        | 1        | 1        | 8        |
| 2014-2015 | Бьёрклёвен      | Аллсвенскан            | 52               | 1                | 4                | 5                | 78               | 5        | 0        | 0        | 0        | 8        |
| 2015-2016 | Эребру          | Шведская элитная серия | 49               | 0                | 2                | 2                | 67               | 2        | 0        | 1        | 1        | 2        |